# Villa-Maria
Villa-Maria is een metrostation in het stadsdeel Côte-des-Neiges–Notre-Dame-de-Grâce van de Canadese stad Montréal. Het station werd geopend op 7 september 1981 en wordt bediend door de oranje lijn van de metro van Montréal.